# Гусєво (Правдинський район)
Гусєво (рос. Гусево) — селище Правдинського району, Калінінградської області Росії. Входить до складу Мозирського сільського поселення.
Населення —  249 осіб (2015 рік). 

## Населення
| 2002 | 2010 |
| ---- | ---- |
| 266  | ↘249 |